# Centropus phasianinus
Cucal-faisão (Centropus phasianinus) é uma espécie de ave da família Cuculidae.
Pode ser encontrada nos seguintes países: Austrália, Indonésia e Papua-Nova Guiné.
Os seus habitats naturais são: florestas subtropicais ou tropicais húmidas de baixa altitude e florestas de mangal tropicais ou subtropicais.